# 熱帶風暴浪卡 (2009年)
熱帶風暴浪卡（國際編號：0904，聯合颱風警報中心：04W，菲律賓大氣地球物理和天文服務管理局：Feria）為2009年太平洋颱風季第4個被命名的熱帶氣旋。「浪卡」一名由馬來西亞提供，是一種又名波羅蜜的水果，黃色橢圓形狀，在當地非常流行。

## 發展過程
2009年6月16日，一熱帶擾動於帛琉東北約170公里形成。该熱帶擾動一直增強，但一直受到較強烈的垂直風切變影響。直到6月23日，在馬尼拉東南偏東約860公里的北太平洋西部上升格為熱帶低氣壓，它向西北偏西移動，下午增強為熱帶風暴，並名為浪卡。浪卡於翌日橫過菲律賓中部，黃昏進入南海。它於7月25日大致轉向西北移動，橫過南海，早上時達到其強度的頂峰，中心附近最高風速估計達每小時85公里，但於下午及晚間稍為減弱。浪卡於6月26日大致向西北偏北移動，移近廣東東部沿岸，黃昏時減弱為熱帶低氣壓。它於6月27日凌晨在大亞灣沿岸附近登陸，同日早上進一步移入內陸並減弱為一低壓區。

## 影響

### 菲律賓
根據報章報導，浪卡在菲律賓引起山泥傾瀉及導致漁船翻側，造成最少8死11失蹤。此外，菲律賓中部馬克丹島海域亦有一艘客輪翻側，船上13名船員全部獲救。

### 香港
當地發出之最高熱帶氣旋警告信號： 三號強風信號
浪卡在6月25日下午3時進入香港800公里範圍，即使浪卡移動快速，路徑幾乎直指香港附近，但天文台並沒有在當晚發出熱帶氣旋警告信號。
翌日（6月26日）浪卡進入香港400公里範圍時，天文台才在早上7時15分發出一號戒備信號，當時浪卡集結在香港之東南偏南約410公里。此後浪卡以高速直指香港而行，一號信號只維持8小時25分鐘，天文台在下午3時40分發出三號強風信號，當時浪卡集結在香港之東南約190公里。香港當日吹和緩至清勁東北風，下午風勢增強，離岸及高地間中吹強風，晚間逐漸轉吹西北風。浪卡雖在當晚減弱為熱帶低氣壓，但亦同時開始正面吹襲香港。浪卡於晚上11時至翌日（6月27日）凌晨1時左右最接近香港，並在天文台總部之東北約60公里掠過。浪卡登陸後在廣東減弱，香港凌晨轉吹西南風，風勢緩和，天文台在6月27日凌晨5時25分直接取消所有熱帶氣旋警告信號，當時浪卡集結在天文台總部之東北偏北約95公里，並減弱為低壓區。6月26日香港初時多雲，日間開始有狂風驟雨。6月27日間中有大雨及幾陣狂風雷暴。
浪卡吹襲期間，天文台測風網絡8個指定自動氣象站並無錄得強風，三號信號完全不達標，是在2007年更改三號及八號信號發出準則以來，首個沒有任何參考自動氣象站錄得強風的三號信號，亦一度是自2001年颱風百合以來風力最弱的三號信號，但紀錄已被2017年熱帶風暴洛克打破；長洲、西貢及機場以些微之差，未能錄得強風。雖然8個參考自動氣象站並無一站錄得強風，但橫瀾島在6月26日下午錄得每小時52公里的平均風速，達到該站的強風指標，加上浪卡正面吹襲香港在即，以及預期本港普遍風力會繼續增強，因此必須發出三號信號作警示。在三號信號發出後，橫瀾島、大美督及塔門分別錄得每小時57、46及42公里的持續風速。6月27日上午浪卡被降格為低壓區後，長洲測得每小時47公里的持續風速，天文台隨即發出強烈季候風信號，機場其後亦錄得每小時42公里的持續風速。

### 澳門
當地懸掛之最高熱帶氣旋信號：  三號風球
隨著熱帶風暴浪卡逐漸迫澳門，地球物理暨氣象局於2009年6月26日早上懸掛一號風球。同日晚上7時，浪卡位處於澳門東南偏東約163公里，當局改掛三號風球 ，氣象局預料熱帶風暴浪卡不會帶來八號風球，但受不穩定天氣影響，市民在未來兩日仍需要帶備雨具上街。翌日早上7時除下所有風球。

#### 雨量
| 氣象站         | 風球懸掛期間總雨量(毫米) |
| -------------- | ------------------------ |
| 大潭山         | 3.6                      |
| 嘉樂庇總督大橋 |                          |
| 友誼大穚(北)   |                          |
| 友誼大穚(南)   |                          |
| 西灣大橋       |                          |
| 大砲台山       | 6.2                      |
| 孫逸仙紀念公園 | 3.2                      |
| 路環分站       | 1.6                      |
| 九澳           | 3.6                      |
| 污水處理廠     | 5.0                      |
| 海事博物館     | 5.8                      |

### 中國大陸

#### 廣東
6月26日晚上，熱帶低氣壓浪卡於廣東省惠東縣平海鎮登陸，登陸時中心風力達7級。但由于浪卡强度弱、影响范围小，中国大陆未有伤亡报告。

## 熱帶氣旋警告使用紀錄

### 香港
| 香港天文台 熱帶氣旋警告信號 | 香港天文台 熱帶氣旋警告信號 | 香港天文台 熱帶氣旋警告信號 |
| --------------------------- | --------------------------- | --------------------------- |
| 上一熱帶氣旋                | 一號戒備信號                | 下一熱帶氣旋                |
| 強烈熱帶風暴蓮花            | 一號戒備信號                | 熱帶風暴蘇迪羅              |
| 強颱風黑格比                | 三號強風信號                | 熱帶風暴蘇迪羅              |

### 澳門
| 地球物理暨氣象局 熱帶氣旋信號 | 地球物理暨氣象局 熱帶氣旋信號 | 地球物理暨氣象局 熱帶氣旋信號 |
| ----------------------------- | ----------------------------- | ----------------------------- |
| 上一熱帶氣旋                  | 一號風球                      | 下一熱帶氣旋                  |
| 強烈熱帶風暴蓮花              | 一號風球                      | 熱帶風暴蘇迪羅                |
| 颱風黑格比                    | 三號風球                      | 熱帶風暴蘇迪羅                |

## 外部連結
- （英文）https://web.archive.org/web/20090826230250/http://metocph.nmci.navy.mil/jtwc.php 聯合颱風警報中心首頁
- （日語）http://www.jma.go.jp/jma/index.html （页面存档备份，存于） 日本氣象廳首頁
- （繁體中文）http://www.cwb.gov.tw （页面存档备份，存于） 中央氣象局首頁
- （英文）http://www.pagasa.dost.gov.ph/ （页面存档备份，存于） 菲律賓大氣地球物理和天文管理局首頁
- （中文）http://www.hko.gov.hk （页面存档备份，存于） 香港天文台首頁
- （中文）http://www.smg.gov.mo （页面存档备份，存于） 澳門地球物理暨氣象局首頁